# Hans Schrecker
Hans Schrecker (* 11. März 1899 in Berlin als Hans Straschitz; † 19. Dezember 1983 ebenda) war ein deutscher Journalist und Chefredakteur.

## Leben
Der Sohn eines Kaufmanns war jüdischer Abstammung, verließ aber 1920 die jüdische Gemeinde. 1918 trat er in die USPD ein und ging später mit deren linken Flügel zur KPD über. Von 1920 bis 1922 war er wegen krimineller Delikte inhaftiert und danach arbeitslos. Seit 1925 arbeitete er als Funktionär für die KPD und verschiedene ihrer Vorfeldorganisationen, u. a. für die Internationale Arbeiterhilfe, die Rote Hilfe Deutschlands und die Revolutionäre Gewerkschafts-Opposition.
1933 emigrierte er in die Schweiz, später nach Frankreich und 1940 nach Großbritannien. Dort arbeitete er für die KPD, für verschiedene Emigrantenorganisationen und als Journalist für eine deutschsprachige und eine tschechoslowakische Exilzeitung.
Nach Ende des Zweiten Weltkrieges kehrte er nach Deutschland zurück und beteiligte sich – seit 1946 als SED-Mitglied – aktiv am Wiederaufbau in der Sowjetischen Besatzungszone. So wurde er zeitweilig Vorsitzender der Nationalen Front in Sachsen. Gleichzeitig war er als Chefredakteur der Illustrierten Zeit im Bild in Dresden tätig. 1952 wurde er kommissarischer Chefredakteur der Leipziger Volkszeitung.

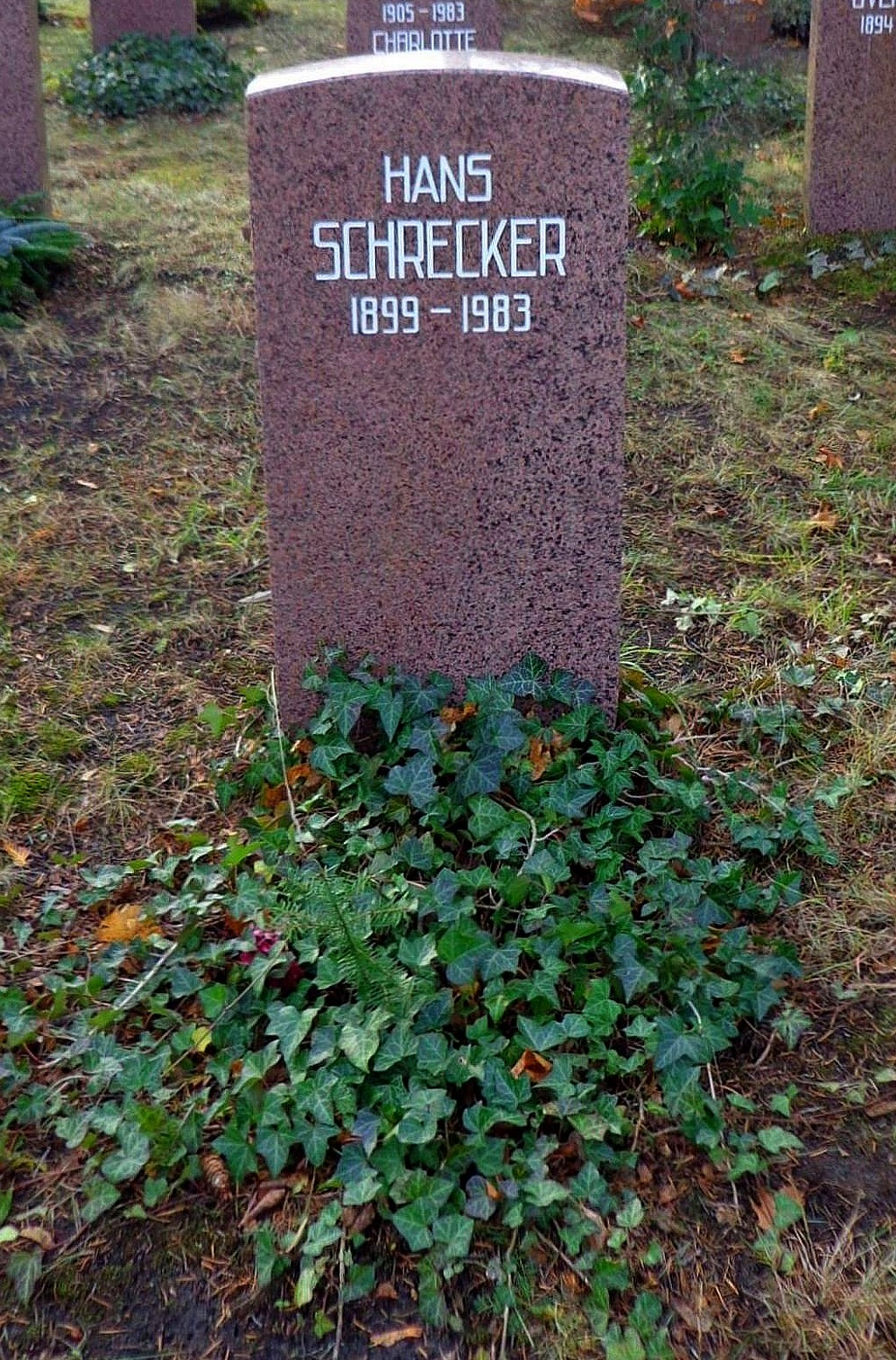
Grabstätte

Gleichzeitig mit Paul Merker wurde Hans Schrecker 1952 wegen vorgeworfener Kontakte zur Hilfsorganisation des US-Bürgers Noel Field als angeblicher feindlicher Agent inhaftiert und 1954 zu acht Jahren Haft verurteilt. 1956 wurde Schrecker begnadigt und wieder in die SED aufgenommen. Er erhielt zunächst eine Stelle beim Sender Leipzig und dann bei der Zeitung Volkswacht in Gera.
Bei der Lausitzer Rundschau erhielt Hans Schrecker 1959 eine Redakteursstelle, wo er zehn Jahre wirkte, bevor er wieder nach Berlin zurückkehren durfte. Hier wurde er Kommentator der Zeitschrift Horizont.
Seine Urne wurde in der Grabanlage Pergolenweg des Berliner Zentralfriedhofs Friedrichsfelde beigesetzt.

## Ehrungen
- 1964 Vaterländischer Verdienstorden in Silber
- 1969 Banner der Arbeit
- 1973 Vaterländischer Verdienstorden in Gold
- 1977 Karl-Marx-Orden